# Lepa Radić

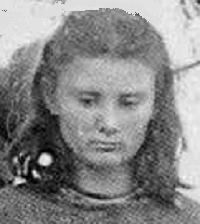
Lepa Radić (1943)

Lepa Svetozara Radić (serbisch-kyrillisch Лепа Светозара Радић; * 19. Dezember 1925 in Gašnica bei Bosanska Gradiska, Jugoslawien; † 11. Februar 1943 in Bosanska Krupa) war eine jugoslawische Kommunistin und Volksheldin. Als Partisanin der Volksbefreiungsarmee wurde sie im Alter von 17 Jahren von deutschen Besatzungstruppen festgenommen und öffentlich gehängt.

## Leben
Lepa Radić ging nach der Grundschule in die Hauswirtschaftsschule von Bosanska Krupa. Ihr Onkel Vladeta Radić war politisch in der Gewerkschaft aktiv und beeinflusste sie stark. Sie trat in die Kommunistische Jugend Jugoslawiens und mit 15 Jahren in die Kommunistische Partei Jugoslawiens ein.
Am 10. April 1941 marschierte die Wehrmacht im Rahmen der Jugoslawien-Offensive des Balkanfeldzugs ein. Im November 1941 wurden Lepa und einige ihrer Familienangehörigen verhaftet. Am 23. Dezember 1941 konnte sie mit ihrer Schwester Dara fliehen. Sie schloss sich der 7. Partisanenkompanie an.
Als Angehörige der 2. Krajina-Kompanie war die Krankenschwester Radić für die Evakuierung von Verwundeten und Zivilisten während der Schlacht an der Neretva zuständig. Am Abend des 8. Februar 1943 wurde ihre Flüchtlingskolonne von Einheiten der SS-Division „Prinz Eugen“ entdeckt, die für ihre Brutalität und Kriegsverbrechen bekannt war. Nachdem Radić ihre Munition verschossen hatte, wurde sie mit dem Gewehrkolben zusammengeschlagen und nach Bosanska Krupa abgeführt. Nach drei Tagen Gefangenschaft wurde sie an einem Akazienbaum in der Nähe des Bahnhofs von Angehörigen der Wehrmacht  gehängt.

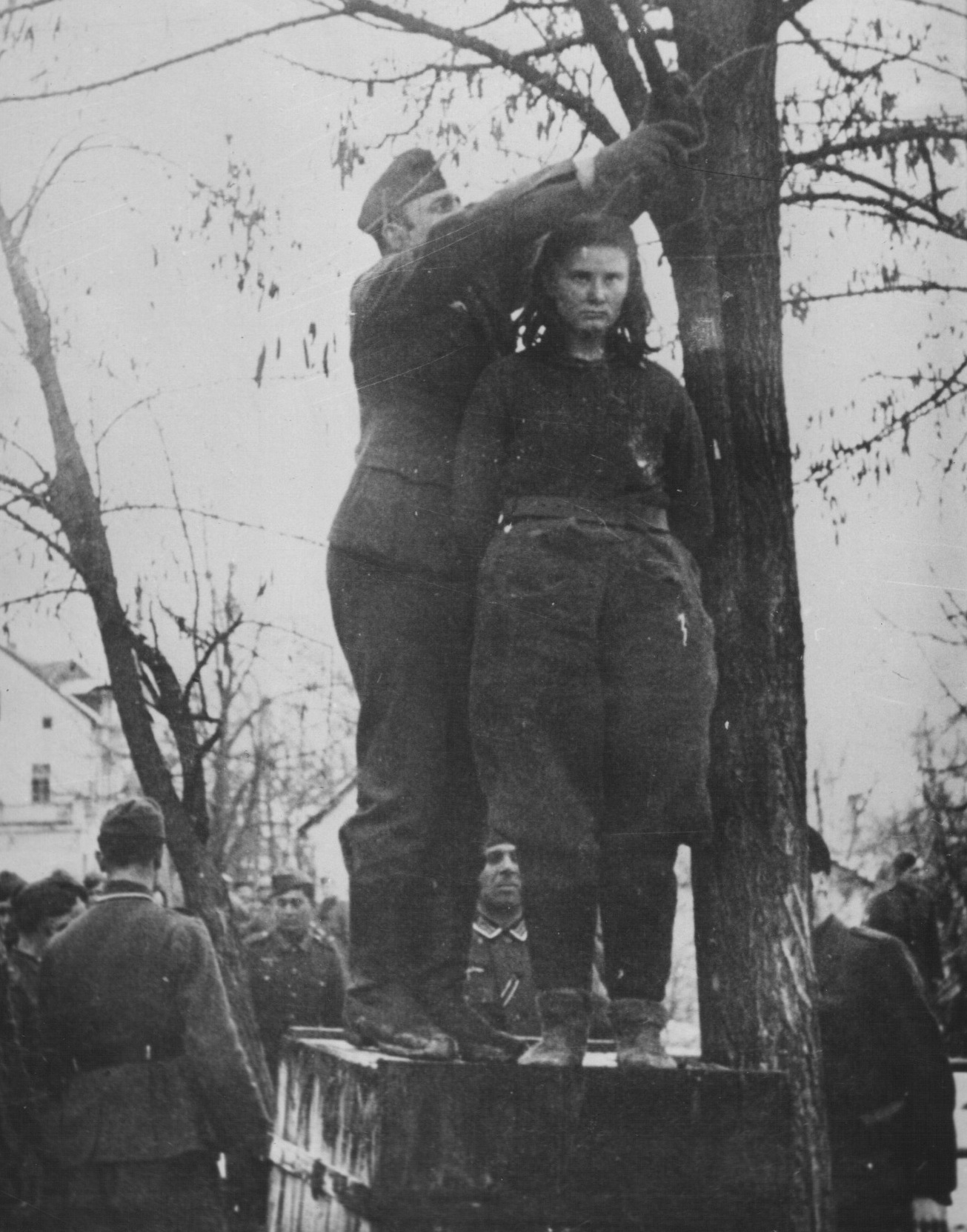
Lepa Radić unmittelbar vor der Exekution

Angeblich soll sie dabei, mit der Schlinge um den Hals, gerufen haben: „Lang lebe die Kommunistische Partei und die Partisanen!“ Als die Besatzer ihr die Freiheit anboten, wenn sie Versteck und Namen ihrer Genossen nannte, soll Radić gesagt haben: „Ich verrate meine eigenen Leute nicht. Sie werden sich von selbst zu erkennen geben, wenn sie Euch Schergen bis auf den letzten Mann ausgerottet haben.“

## Nachleben
Die Hinrichtung wurde fotografisch dokumentiert und die Negative wurden 1945 bei der Rückeroberung von Zagreb, bei einem in der Ilica-Straße gefallenen deutschen Soldaten gefunden. Die Identität der Hingerichteten war über Jahre unbekannt, bis Radić zufällig von einem Besucher des Museums der Revolution in Mostar auf den Fotografien erkannt wurde. Am 20. Dezember 1951 wurde Lepa Radić posthum der Orden der Volksheldin verliehen.